# Coronospora novae-zelandiae
Coronospora novae-zelandiae är en svampart som beskrevs av Matsush. 1985. Coronospora novae-zelandiae ingår i släktet Coronospora, ordningen Pleosporales, klassen Dothideomycetes, divisionen sporsäcksvampar och riket svampar.   Inga underarter finns listade i Catalogue of Life.